# Exaeretiformis
Exaeretiformis is een kevergeslacht uit de familie van de boktorren (Cerambycidae). De wetenschappelijke naam van het geslacht werd voor het eerst geldig gepubliceerd in 1945 door McKeown.

## Soorten
Exaeretiformis omvat de volgende soorten:
- Exaeretiformis binotatus (Fauvel, 1906)
- Exaeretiformis unicolor (Pascoe, 1865)